# Вірус віспи мавп
Вірус віспи мавп (англ. monkeypox virus, абревіатура MPV або MPXV) — зоонозний вірус, який спричинює віспу мавп, уражає деяких інших тварин, іноді людей. Містить дволанцюгову ДНК, належить до роду Orthopoxvirus родина Поксвіруси (Poxviridae). Це один із ортопоксвірусів людини, до якого належать віруси натуральної віспи (VARV), коров’ячої віспи (CPX) та вірус вісповакцини. Він не є прямим предком і не є прямим нащадком вірусу, що спричинює натуральну віспу. Віспа мавп подібна до натуральної віспи, але із менш поширеним по тілу висипом і нижчою летальністю.
Вірулентність вірусу варіює: в ізолятах із Центральної Африки штами більш вірулентні, ніж штами із Західної Африки. У двох регіонах є різні клади вірусу, які називаються басейну Конго (Центральна Африка) і Західноафриканська.

## Епідеміологічні особливості

### Резервуар
Віспу мавп переносять тварини, включно з приматами. Вперше він був ідентифікований Пребеном фон Магнусом у Копенгагені, Данія, у 1958 році у макак, які харчуються крабами (Macaca fascicularis), що використовувалися як лабораторні тварини. Спалах 2003 року в Сполучених Штатах відбувся через лучних собачок, інфікованих від завезеного гамбійського хом'якового щура

### Спосіб передавання
Вірус може поширюватися як від тварини до людини, так і зрідка від людини до людини. Зараження від тварини до людини може відбутися через укус тварини або при безпосередньому контакті з рідинами тіла інфікованої тварини. Вірус може поширюватися від людини до людини як повітряно-крапельним механізмом, так і контактно при безпосередньому тілесному зближенні, в тому числі, й статевому контакті, іноді через речі або  поверхні, які були забруднені рідинами тіла інфікованої людини. Інкубаційний період становить від 10 до 14 днів.

### Поширення

Карта поширення вірусу віспи мавп по світу.
Ендемічна клада Західної Африки
Ендемічна клада басейну Конго
Обидві зареєстровані клади
Поширення вірусу із Західноафриканської клади у 2022

Вірус циркулює в тропічних лісах Центральної та Західної Африки. Вперше його виявили у мавп у 1958 році, а у людей — у 1970 році. У період з 1970 по 1986 рік було зареєстровано понад 400 випадків у людей. Невеликі вірусні спалахи з рівнем летальності в діапазоні 10% і приблизно таким самим відсотком вторинного зараження від людини до людини відбуваються нечасто в екваторіальній Центральній та Західній Африці. Вважається, що перший зареєстрований спалах за межами Африки стався у 2003 році на Середньому Заході США в Іллінойсі, Індіані та Вісконсині, причому один випадок був у Нью-Джерсі. Жодних смертей не було.

## Дивись також
- Спалах віспи мавп у 2022 році

## Зовнішні посилання
- CDC Questions and Answers About Monkeypox [Архівовано 8 травня 2015 у Wayback Machine.]
- CDC –Human Monkeypox – Kasai Oriental, Zaire, 1996–1997 [Архівовано 23 травня 2022 у Wayback Machine.]
- CDC – Outbreak of Human Monkeypox, Democratic Republic of Congo, 1996 to 1997 [Архівовано 4 серпня 2010 у Wayback Machine.]
- CDC Preliminary Report: Multistate Outbreak of Monkeypox in Persons Exposed to Pet Prairie Dogs [Архівовано 25 вересня 2013 у Wayback Machine.]
- National Library of Medicine - Monkeypox virus [Архівовано 6 березня 2016 у Wayback Machine.]
- Virology.net Picturebook: Monkeypox [Архівовано 28 жовтня 2005 у Wayback Machine.]
- Viralzone: Orthopoxvirus [Архівовано 13 червня 2010 у Wayback Machine.]
- Virus Pathogen Database and Analysis Resource (ViPR): Poxviridae